# Velilla de la Valduerna
Velilla de la Valduerna es una localidad situada en la ribera izquierda del Río Duerna y a una altitud de 920 m s. n. m., se encuentra la localidad de Velilla de la Valduerna, a su entrada por Castrillo de la Valduerna se pueden observar Manzanos, Perales y demás árboles frutales que flanquean las tierras de labranza desde Castrillo hasta Velilla mediante "El Camino Rojo". La arquitectura que conforma el pueblo combina la piedra con el adobe y un tapial de tierras rojas características.

## Historia
Sus raíces se encuentran en la agricultura y la explotación ganadera, piscícola y cinegética, si bien en el nuevo siglo no se encuentran en sus mejores condiciones, fueron los pilares básicos del asentamiento en Velilla de la Valduerna, el contrapunto a la fertilidad del fondo del valle son las cárcavas y el monte bajo que ocupa una gran parte del término.
Perteneció, como toda la comarca de la Valduerna, al Señorío de los Bazán. Aparecen restos de las explotaciones mineras de oro efectuadas por los romanos, como La Huerga, Los Barriales o Los Cabuercos, que se vinculan a su vez a los castros mineros de La Corona, El Castrillón y El Vilsiello.

Los primeros pobladores se asentaron en lo que se llama La Corona, y pertenecieron a la II Edad del Hierro, según el estrato más antiguo del yacimiento. Los dos niveles inmediatos están conformados por la presencia romana, tanto de tiempos de la República como de época altoimperial, que desarrolló en la zona una minería aurífera.

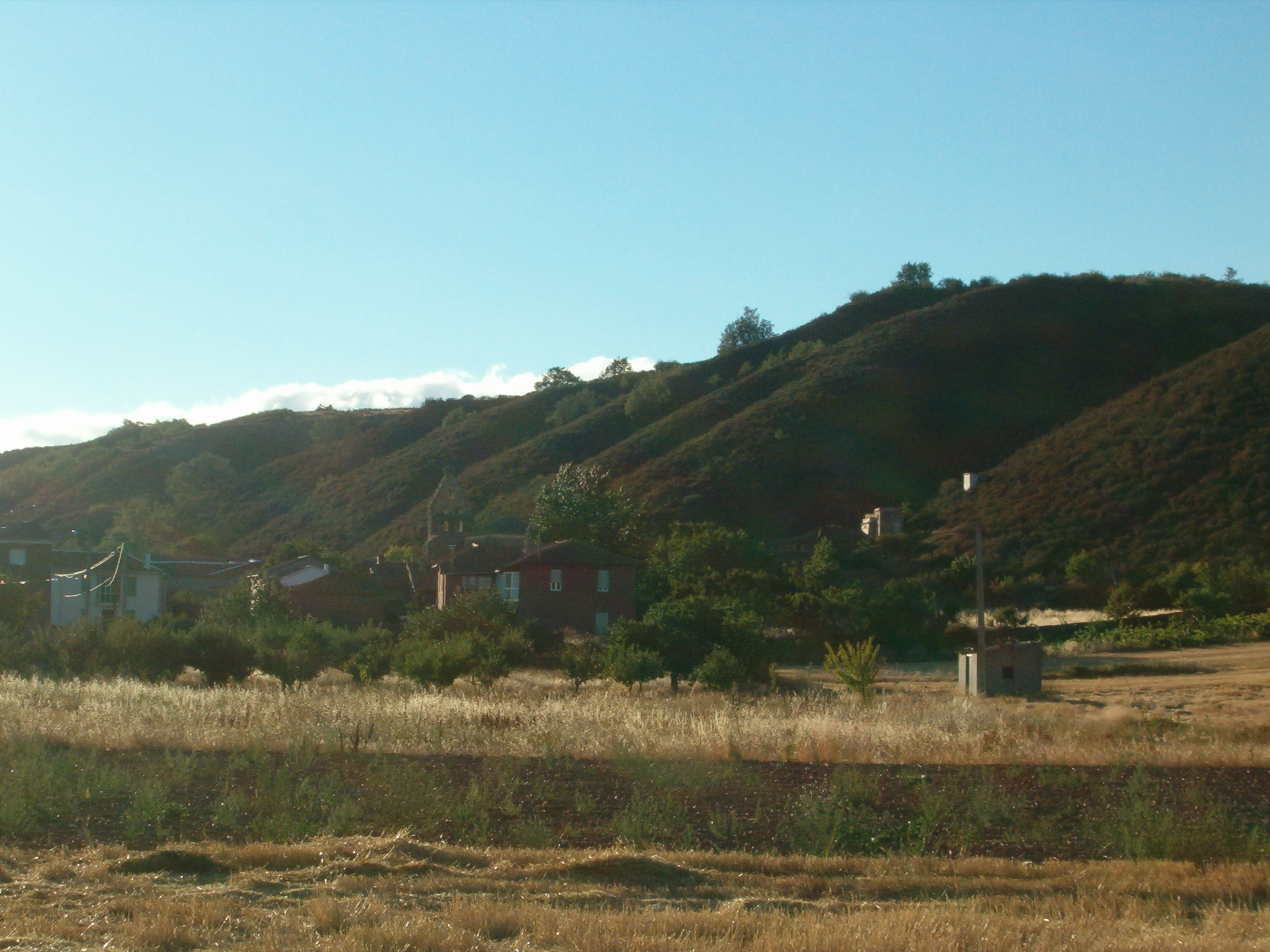
Vistas desde Castrillo de la Valduerna

Antes de la llegada de los romanos a la península, estaba habitada por diferentes nacionalidades: los "astures", "cántabros", "vacceos", etc. Los Astures ocupaban gran parte de las actuales provincias de Asturias, León y Zamora. En León y Zamora se asentaban al oeste del río Esla ( "astura") . Cada una de estas nacionalidades estaba constituida por diferentes grupos, así Plinio nos habla de la existencia de 22 pueblos astures: los "lancienses", cuya capital "Lancia" ( cerca de Villasabariego) se considera también la capital de los astures, los "pésicos", los "zoelas", etc. Los "Orniacos" habitaban las márgenes del río Ornia (actual Duerna). Así Ptolomeo, el gran geógrafo y astrónomo romano del siglo II d. C., cita a la "Valdornia", cuya capital era "Intercatia". Otra de las ciudades de los "orniacos" sería "Ornia" que algunos autores sitúan entre los términos de Priaranza y Luyego, cerca de la desembocadura del Llamas.

## Véase también

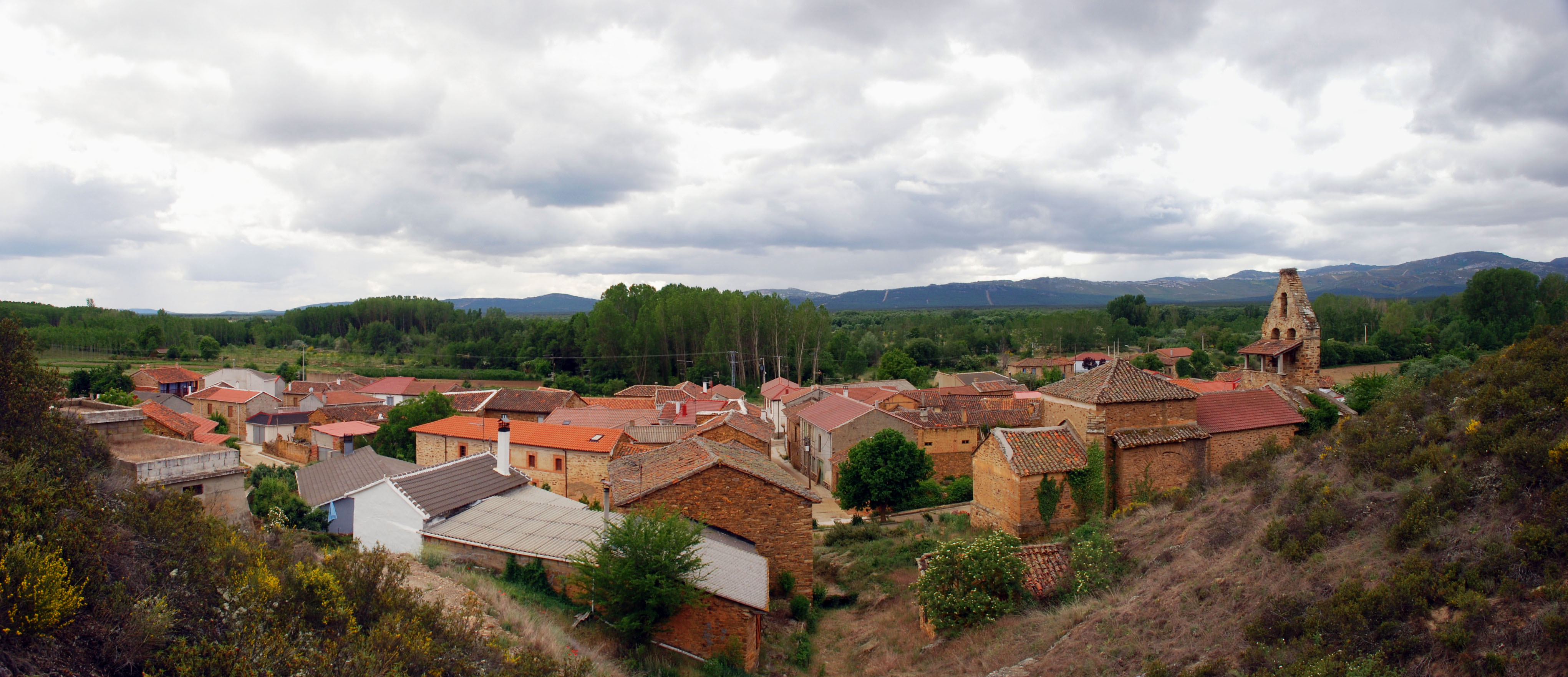

### Ubicación
| Noroeste: Villar de Golfer       | Norte: Valdespino de Somoza | Noreste: Santiago Millas        |
| Oeste: Priaranza de la Valduerna |                             | Este: Castrillo de la Valduerna |
| Suroeste Tabuyo del Monte        | Sur: Torneros de Jamuz      | Sureste: Quintanilla de Florez  |

## Demografía
Evolución de la población
| Gráfica de evolución demográfica de Velilla de la Valduerna entre 2000 y 2016 |
|                                                                               |
| Población de derecho (2000-2016) según el padrón municipal del INE            |